# Fascismo giapponese

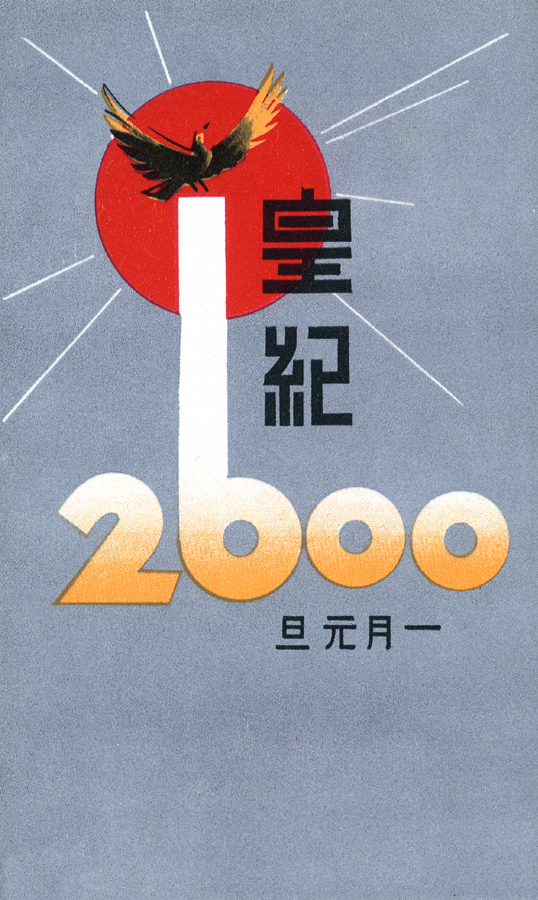
Manifesto del 1940 per il 2600º anniversario della fondazione dell'Impero giapponese

Il termine fascismo giapponese (in giapponese 日本ファシズム?, Nihon fashizumu o 天皇制ファシズム?, Ten'nosei fashizumu, "fascismo imperiale") è usato da alcuni storici per definire il regime politico che governò l'Impero giapponese dall'inizio degli anni 1930 sino al termine della seconda guerra mondiale, in analogia con le dittature italiana e tedesca dello stesso periodo.

## Descrizione

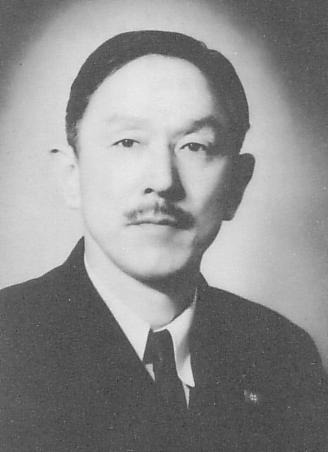
Seigō Nakano

Fu un insieme sincretico di ideologie di estrema destra di origine occidentale, autoritarismo tradizionalista del periodo Meiji e capitalismo di Stato/statalismo economico. Durante questo periodo il Giappone strinse alleanza con la Germania nazista di Adolf Hitler e con l'Italia fascista governata da Benito Mussolini. L'uso del termine è tuttavia oggetto di controversie, tanto che molti autori negano che si possa parlare di fascismo in riferimento al Giappone, preferendo definizioni come militarismo giapponese o ultranazionalismo giapponese. Altri usano il termine utilizzato dalla storiografia giapponese, ossia statismo Shōwa (国家主義?, Kokka shugi) o nazionalismo Shōwa, dal nome postumo dell'imperatore Hirohito, che regnò fino al 1989. Il regime terminò drammaticamente con la resa del Giappone in seguito agli unici bombardamenti atomici della storia.

## Dibattito storiografico
Le differenze più evidenti tra la forma di governo anteguerra giapponese rispetto ai suoi omologhi italiano e tedesco sono:
- l'assenza di un dittatore carismatico che incarni il rapporto diretto tra popolo e potere;
- l'assenza di un partito unico sotto il controllo del dittatore;
- l'assenza di una presa di potere che segni con nettezza il passaggio dalla democrazia alla dittatura, come invece avvenne in Italia con la marcia su Roma e in Germania con l'incendio del Reichstag;
- l'assenza di una politica economica di stampo socialista revisionista.

Gli storici che sostengono si possa parlare di fascismo anche per il Giappone ribattono in tal modo:
- la figura del dittatore in Giappone non era necessaria, sostituita da una parte dalla figura sacra dell'imperatore (anche se l'imperatore non era più il protagonista attivo della vita politica giapponese), dall'altra da una divisione del potere deresponsabilizzante e impersonale tra i diversi membri del governo e in particolare tra i funzionari della burocrazia. Alcuni storici anche giapponesi preferiscono parlare di «fascismo del sistema imperiale» o Tennosei-fashizumu;
- il partito unico non era necessario, stante il già notevole inquadramento della popolazione tramite associazioni civili e politiche legate in vario modo al governo (vedi i Tonarigumi). Inoltre quasi tutti i primi ministri giapponesi in questo periodo storico erano militari, che pertanto giuravano fedeltà fino alla morte all'imperatore;
- la presa di potere violenta non è avvenuta in quanto il passaggio da una debole democrazia al regime si è realizzato con gradualità, non essendoci in partenza una forte opposizione politica o sindacale da combattere e stroncare, com'era invece in Italia e Germania.

Da segnalare infine che gli storici che sostengono sia legittimo parlare di fascismo anche per il Giappone riservano particolare attenzione alla situazione economica del Paese, per cui i legami tra strutture politiche autoritarie e un'economia basata sugli interessi dei grandi monopoli industriali, specie quelli militari, sarebbero pressoché uguali tra Italia, Germania e Giappone.
Tuttavia è da notare che in Giappone esistevano due partiti dichiaratamente fascisti e riconosciuti come tali dal congresso fascista di Montreux, il Tōhōkai e il Kokumin Dōmei, partiti assolutamente minoritari e guardati con sospetto dai governanti giapponesi, tanto che nel 1943 il capo del Tōhōkai Seigō Nakano fu arrestato con l'accusa di avere tramato un colpo di Stato per rovesciare il regime di Hideki Tōjō e il partito venne sciolto.
Dopo l'occupazione del Giappone gli Stati Uniti decisero per una democratizzazione controllata del Paese e i principali gerarchi del periodo militarista furono deposti e giudicati con l'eccezione dell'imperatore, che però venne privato di ogni potere reale e del suo stato divino. Tōjō fu invece condannato per crimini di guerra, crimini di aggressione e crimini contro l'umanità e impiccato a Tokyo.